# Der Atem des Himmels (Film)
Der Atem des Himmels ist ein österreichischer Film aus dem Jahr 2010. Es ist der erste abendfüllende Spielfilm, der vom österreichischen Musiker und Schriftsteller Reinhold Bilgeri realisiert wurde. Bilgeri ist dabei als Autor, Produzent und Regisseur nach seinem eigenen, 2005 erschienenen Roman, tätig. Seine Frau Beatrice Bilgeri übernahm die Hauptrolle. In einer Nebenrolle ist auch seine Tochter Laura zu sehen.

## Handlung
Der Film beginnt im Juni 1953 in Vorarlberg. Die 41-jährige, aus dem Pustertal stammende, verarmte und verwitwete Adlige Erna von Gaderthurn sucht nach dem Tod ihres Vaters ein neues Leben in den Vorarlberger Bergen. Sie zieht als Lehrerin in die kleine Berggemeinde Blons im Großen Walsertal. Dort lernt sie den Volksschullehrer Eugenio Casagrande, zugleich einer der Pioniere der Lawinenforschung in Vorarlberg und die Liebe ihres Lebens, kennen. Eugenio Casagrande möchte, dass Baron von Kessel einen besseren Lawinenschutz des Dorfes Blons umsetzt. Von Kessel meint, dass die Aufforstung des Bannwaldes ausreicht. Anfang Januar wird nach ersten Schneefällen durch abgehende Lawinen das Dorf von der Außenwelt abgeschnitten. Jedes Geräusch kann weitere Lawinen auslösen. Erna von Gaderthurn muss die größte Lawinenkatastrophe in der Geschichte der Alpen miterleben: Die Zerstörung von Blons am 11. Januar 1954 durch zwei Lawinenabgänge vom Falvkopf. Zwei Drittel des Dorfes werden dabei zerstört. Es gibt viele Tote, die Verletzten werden im Haus des Lehrers behelfsweise untergebracht. Ein zweiter Lawinenabgang verschüttet auch Erna und Eugenio. Erna, die ein Kind von Eugenio erwartet, kann sich unverletzt befreien, Eugenio wird unter den Trümmern seines Hauses begraben, kann erst später ausgegraben werden und stirbt schließlich an inneren Blutungen. Erna Casagrande lebt mit der verwaisten Pia und deren neugeborenem Stiefbruder Eugenio weiter in Blons.

## Hintergründe
Der Film basiert auf dem gleichnamigen, im Piper Verlag München erschienenen Roman von Reinhold Bilgeri aus dem Jahr 2005, der auch als Hörbuch erschienen ist. Darin verbindet der Autor die Lebensgeschichte seiner Mutter Ilse Bilgeri, der Urenkelin des österreichischen Politikers Friedrich Graf von Gaderthurn (1835–1921), mit der historischen Lawinentragödie von Blons 1954. Dabei wurde höchster Wert auf die detailgetreue Darstellung des Lawinenereignisses gelegt.

## Produktion
Gedreht wurde an Originalschauplätzen im Großen Walsertal in Vorarlberg. Dafür wurde das Dorf Blons von 1953 auf der Alpe Oberpartnom nachgebaut.
Der Film ist im Verleih der österreichischen Constantin Film und wurde vom Filmfonds Wien unterstützt. Die Produktionskosten für den Film betrugen 3,5 Millionen Euro. Für das Marketing sind 1,5 Millionen Euro vorgesehen. Die Welturaufführung fand am 24. August 2010 auf der Seebühne der Bregenzer Festspiele vor 7.000 Besuchern statt. Österreichweiter Kinostart des Films war am 3. September 2010.
Die Erstausstrahlung am 6. Dezember 2012 im ORF wurde zur erfolgreichsten Spielfilmausstrahlung des Jahres (1,185 Millionen Zuseher, 37 % Marktanteil).

## Kritiken
- Kurier: „Der Erstlingsfilm eines Kino-Neulings – und dann diese grandiose Bildgewalt, erzählerische Wucht, welche natürlich auch der Authentizität, und Wahrhaftigkeit der geschilderten Ereignisse geschuldet ist. Bei derlei Unternehmen lauert Peinlichkeit wie schleichendes Gift; Bilgeri wusste es zu vermeiden. … Man scheut den Begriff Heimatfilm, weil mit dem Moder altmodischer Kitschigkeit kontaminiert. Hier ist er aber angebracht, sogar im besten Sinne.“[13]

- Die Presse: „Der Atem des Himmels: Die Rückkehr des Heimatfilms. Viel Landschaft, noch mehr Kitsch: Die Kinoversion des Buches von Reinhold Bilgeri ist handwerklich solide gemacht, aber keineswegs originell. Motto: Rosen-Resli pflückt Almrausch und Edelweiß. … Der deutsche Film imitiert aus kommerziellen Gründen Hollywood – und wirkt dabei mitunter ziemlich museumsreif. 1973 erfand Bilgeri mit Michael Köhlmeier die heimliche Landeshymne von Vorarlberg,‚Oho Vorarlberg‘, ein Hit. Sein Film hingegen ist ein glattes Mainstream-Produkt, von Humor oder Ironie weitgehend frei.“[14]

- Österreich: „Schneedrama: Heiße Liebe und weißer Tod: … Mal schaut der Film aus wie Postkartenkitsch der 50er-Jahre, mal wirkt er schrecklich hölzern – bis man merkt, dass diese Spielart perfekt zu den holzschnittartigen Figuren passt. Bilgeri schafft es, jenseits der gewohnten Kino-Dramaturgie einen eigenen Stil zu finden. Das Finale ist dann, wir wissen es, tragisch. Doch selbst in der Tragödie findet die Story einen Funken Hoffnung. Sehenswert.“[15]

- Frankfurter Allgemeine Zeitung: „In Hochglanzbildern, untermalt von schmalziger Musik, zeigt sich ‚Der Atem des Himmels‘ als süßliches Bergdrama und Katastrophenkitsch. … Als Romanautor, Drehbuchverfasser, Regisseur und Produzent in Personalunion hat sich Reinhold Bilgeri schlicht übernommen. … Vom Erhabenen der Bergwelt ist wenig zu sehen. Es bleibt bei Postkartenansichten. So ist der Film das Zeugnis einer großen familiären Zuneigung. Der Stoff hätte mehr hergegeben.“[16]

## Auszeichnungen und Nominierungen
- Austria Ticket 2011 für über 80.000 Zuseher.
- Bester Ausländischer Film beim Golden Rooster and Hundred Flowers Film Festival 2011 in China[17]
- Nominierung für die Kurier Romy 2011
  - Bester Spielfilm Kino
  - Bester Produzent Kino: Reinhold Bilgeri, Thomas Feldkircher
  - Beste Kamera Kino: Tomas Erhart[18]
- Nominierung für den Österreichischen Filmpreis 2011
  - Beste Filmmusik: Raimund Hepp[19]